# Ordynacje Skórzewskich
Ordynacje Skórzewskich – arystokratyczna rodzina Skórzewskich herbu Drogosław w swojej historii utworzyła dwie ordynacje rodowe, które na początku XX wieku znalazły się w posiadaniu tego samego przedstawiciela rodu. Ponadto w 1875 Emilia z Goetzendorf-Grafowskich hrabina Skórzewska powołała testamentem ordynację próchnowską dla swojego wnuka Zygmunta Potulickiego.

## Ordynacja na Łabiszynie
Utworzona przez hrabiego Leona Skórzewskiego (1845-1903) właściciela dóbr Łabiszyn i Lubostroń, dla jego dalekiego krewnego i adoptowanego syna Witolda hr. Skórzewskiego i dziedziczona w linii męskiej wśród jego potomków. Nie są znane powody, dla których fundator odsunął od dziedziczenia ordynacji potomstwo swojego brata Kazimierza. Ordynacja istniała do reformy rolnej w 1945.

## Ordynacja na Czerniejewie-Radomicach
Utworzona została w 1846 przez hrabiego Rajmunda Skórzewskiego (1791-1859), a oficjalnie zatwierdził ją rząd pruski w 1855. Od 1869 każdemu ordynatowi przysługiwało miejsce w Pruskiej Izbie Panów. Ordynacja była dziedziczona w linii męskiej na zasadzie primogenitury. Istniała formalnie do 1945, gdy została rozwiązana na podstawie dekretu o reformie rolnej.

## Ordynaci
- Rajmund hr. Skórzewski (1791-1859), założyciel, I ordynat na Czerniejewie-Radomicach
- Zygmunt Michał hr. Skórzewski (1828-1901), syn poprzedniego, II ordynat na Czerniejewie-Radomicach
- Włodzimierz hr. Skórzewski (1858-1913), syn poprzedniego, III ordynat na Czerniejewie-Radomicach
- Witold hr. Skórzewski (1864-1912), brat poprzedniego, od 1903 I ordynat na Łabiszynie, założyciel Konstancina
- Zygmunt Włodzimierz Skórzewski (1894-1974), syn poprzedniego, II ordynat na Łabiszynie, IV ordynat na Czerniejewie-Radomicach